# NN Group
NN Group is een Nederlandse financiële dienstverlener die bestaat uit NN (Nationale-Nederlanden, in het eigen logo gespeld nationale nederlanden). Nationale-Nederlanden omvat ook Nationale-Nederlanden Bank N.V., die bancaire producten (voornamelijk hypotheken en spaarproducten) aanbiedt. Deze bank opereert binnen het depositogarantiestelsel onder zijn eigen bankvergunning.

## Geschiedenis
Na de fusie tussen de Nationale Levensverzekering-Bank en De Nederlanden van 1845 en  in 1963 bleven de beide verzekeringsmaatschappijen in eerste instantie onder eigen naam werken, maar met de totstandkoming van een nieuw hoofdkantoor voor De Nederlanden in 1969 werden de bedrijven verregaand samengevoegd. De schadeverzekeringen van beide bedrijven kwamen in Den Haag terecht, terwijl de levensverzekeringen vanuit Rotterdam geadministreerd werden.
In 1970 werd de formele samenvoeging een feit met het samengaan van beide levenmaatschappijen in Nationale-Nederlanden Levensverzekering Maatschappij N.V. en met het opgaan van de schademaatschappijen De Nederlanden van 1845, de Eerste Rotterdamsche, Fatum, Labor, en de Binnenlandsche Vaart Risico Sociëteit in Nationale-Nederlanden Schadeverzekering Maatschappij N.V. De reden van het streepje in de nieuwe naam 'Nationale-Nederlanden' is dat 'Nationale' geen bijvoeglijk naamwoord is dat betrekking heeft op 'Nederlanden', de twee woorden zijn verkortingen van de twee oude namen.
De twee dochters Victoria en Vesta fuseerden in 1971 apart tot Victoria-Vesta N.V.
1984 werd de AMFAS-Groep overgenomen, die in 1968 uit RVS Verzekeringen en andere kleine verzekeringsmaatschappijen was ontstaan.
In 1991 werd de NMB Postbank Groep gezien als een ideale fusiepartner: het uitgebreide kantorennet kon een aanvulling zijn op de agenten van Nationale-Nederlanden. De fusie kwam in 1991 tot stand en de onderneming is sindsdien onderdeel van de ING Groep. In 2012 gingen RVS en Nationale-Nederlanden samen in één organisatie onder het merk Nationale-Nederlanden.

### NN Group
Aan de staatssteun die ING Groep tijdens de kredietcrisis heeft ontvangen waren strikte voorwaarden verbonden. Een van de voorwaarden was de verkoop van alle verzekerings- en investment management-activiteiten. In 2013 kondigde ING de verzelfstandiging aan van deze verzekeringsactiviteiten in Europa en Japan en de wereldwijde investment management activiteiten. Ze werden ondergebracht in NN Group. NN Group telde toen zo’n 11.500 medewerkers. Zij heeft een historie van ruim 170 jaar en gaat terug tot de startdatum van de Nederlanden van 1845. ING Groep was tot juli 2014 enig aandeelhouder van NN Group.

#### Beursgang
Op 5 juni 2014 werd de beursgang van NN Group aangekondigd. ING Groep moest voor jaareinde 2015 minstens 50% van de aandelen NN Group hebben verkocht en een jaar later alle aandelen. De beursgang veranderde niets aan de producten en diensten van NN Group; alle voorwaarden en afspraken bleven gelijk. Sinds 2 juli 2014 heeft NN Group een beursnotering aan Euronext Amsterdam. ING verkocht 77 miljoen aandelen à 20 euro hetgeen 1,5 miljard euro opleverde. Direct na de beursintroductie had ING nog 71,4% van de NN Group in bezit. Kort daarop heeft het syndicaat nog eens 11,6 miljoen aandelen verkocht waarmee het ING belang is gedaald tot 68,1%. In februari 2015 verkocht ING nog eens 43 miljoen aandelen voor circa 1 miljard euro en het belang van ING zakte naar 57%. Eind mei 2015 verkocht ING nog eens aandelen en er resteerde een minderheidsbelang van 42,4%. De aandelen werden voor € 25,46 per stuk verkocht en NN Group nam zelf 5,9 miljoen aandelen over voor € 150 miljoen voor. In april 2016 verkocht ING het resterende aandelenbelang van 14% in NN Group voor ongeveer € 1,4 miljard.

### Overname Delta Lloyd
Op 5 oktober 2016 deed NN Group onverwacht een bod in contanten op alle aandelen Delta Lloyd. Het bod heeft een waarde van € 2,5 miljard. Delta Lloyd, de op drie na grootste verzekeraar in Nederland, heeft 3,2 miljoen klanten in Nederland en België en ongeveer 5200 medewerkers. In december 2016 kwamen de twee tot overeenstemming nadat NN Group het bod met 10 eurocent had verhoogd naar € 5,40 per aandeel. De combinatie wordt een sterke speler op het gebied van pensioenen, schadeverzekeringen en vermogensbeheer in Nederland en België. Verder kan efficiënter worden gewerkt waardoor aanzienlijke kostenvoordelen van minstens € 150 miljoen in 2020 gehaald kunnen worden. Vakbond CNV Vakmensen vreest dat hierbij tussen de 1000 en 1500 banen verloren gaan. Op 31 mei 2017 werd de overname afgerond. Per 1 juli 2018 is de zorgverzekeringstak van Delta Lloyd verder gegaan onder de naam Nationale-Nederlanden.

### Overname schadeverzekeringen van VIVAT
In juni 2019 werd bekend dat verzekeraar Athora VIVAT wil overnemen. Vervolgens wil NN Group dan van Athora de VIVAT-schadeverzekeringsactiviteiten (300.000 klanten) en de Volksbank-distributieovereenkomst overnemen voor € 416 miljoen. NN wordt hiermee de grootste schadeverzekeraar van Nederland. Athora behoudt alle overige VIVAT-activiteiten. De koop werd begin april 2020 afgerond.

### Verkoop NN IP
In 1994 werd ING Investment Management, als vermogensbeheerder voor ING Group, opgericht. Na de financiële crisis van 2008 werd ING verplicht om de verzekerings- en vermogensbeheeractiviteiten af te splitsen. In 2015 werd de nieuwe naam NN Investment Partners (NN IP). Het bedrijf beheert de vermogens van institutionele en individuele beleggers wereldwijd.
In 2022 werd deze activiteit verkocht aan Goldman Sachs voor € 1,5 miljard. Na de overname blijven NN Group en Goldman Sachs Asset Management nog voor een periode van 10 jaar intensief samenwerken, waarbij het gecombineerde bedrijf vermogensbeheerdiensten zal blijven leveren aan NN Group. NN IP heeft ter waarde van ruim € 300 miljard aan vermogen in beheer en verder nog zo'n € 60 miljard onder advies. Er werkten wereldwijd ongeveer 900 mensen, verdeeld over 15 landen, die allemaal zijn overgegaan naar de nieuwe eigenaar.

### Woekerpolisaffaire
In januari 2024 bereikten de verzekeraar en diverse partijen een overeenkomst over de woekerpolissen. NN Group heeft een bedrag van € 300 miljoen gereserveerd als financiële compensatie. Met deze overeenkomst worden de collectieve procedures tegen de verzekeraar stopgezet. Buiten deze overeenkomst heeft NN Group € 60 miljoen gereserveerd voor schrijnende gevallen, voor klanten die niet zijn aangesloten bij claimpartijen en die niet eerder een vergoeding hebben gehad. De overeenkomst betreft onder meer beleggingsverzekeringen van Nationale-Nederlanden, Delta Lloyd en ABN Amro Levensverzekering.

## Activiteiten
NN Group is actief in 11 landen. De meeste hiervan liggen in Europa met als opvallende buitenstaander Japan. Het telde ongeveer 20 miljoen klanten en 16.104 medewerkers. Het Nederlandse levensverzekeringsbedrijf is veruit de grootste activiteit en had in 2022 een aandeel van 60% in de totale bedrijfswinst. In Nederland heeft het ook nog schadeverzekeringen die zo'n 15% bijdroeg aan het bedrijfsresultaat net als Japan en de rest van Europa.

### Resultaten
In het eerste afgesloten boekjaar als zelfstandige onderneming met een eigen beursnotering heeft NN Group een nettowinst gerealiseerd van € 588 miljoen. De omzet daalde omdat het bedrijf vooral actief is in verzadigde markten zoals Nederland en Japan. Alleen in Midden- en Oost-Europa gingen de verkopen omhoog. De winstsprong in 2015 was mede het gevolg van een eenmalige grote buitengewone last in 2014. Het resultaat in 2018 was lager door een forse eenmalige afboeking op immateriële activa en goodwill.
| Jaar | Bruto premie- inkomsten | Nettowinst | Werknemers (in FTE, per jaareinde) |
| ---- | ----------------------- | ---------- | ---------------------------------- |
| 2015 | € 9205                  | € 1565     | 11.643                             |
| 2016 | € 9424                  | € 1190     | 11.545                             |
| 2017 | € 12.064                | € 2110     | 14.505                             |
| 2018 | € 13.272                | € 1133     | 14.953                             |
| 2019 | € 14.508                | € 1985     | 14.913                             |
| 2020 | € 13.822                | € 1926     | 14.942                             |
| 2021 | € 14.312                | € 3298     | 15.168                             |
| 2022 | € 13.641                | € 1566     | 16.104                             |

## Kantoren

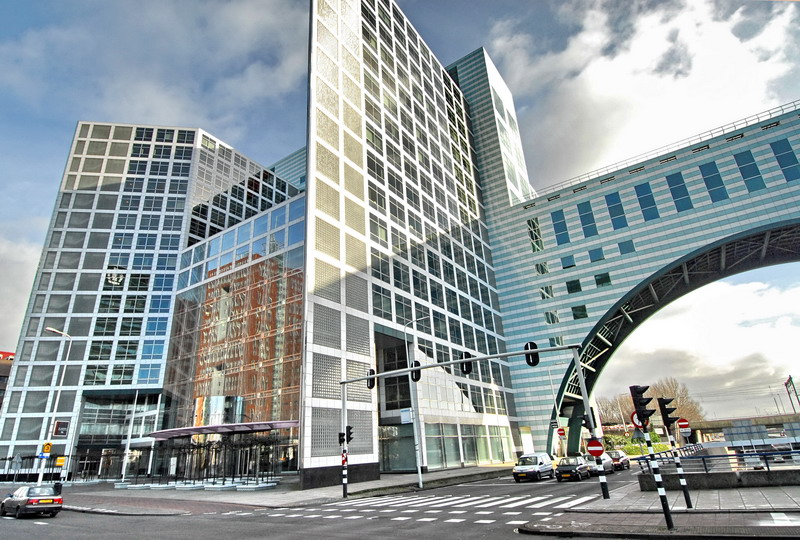
Haagse Poort

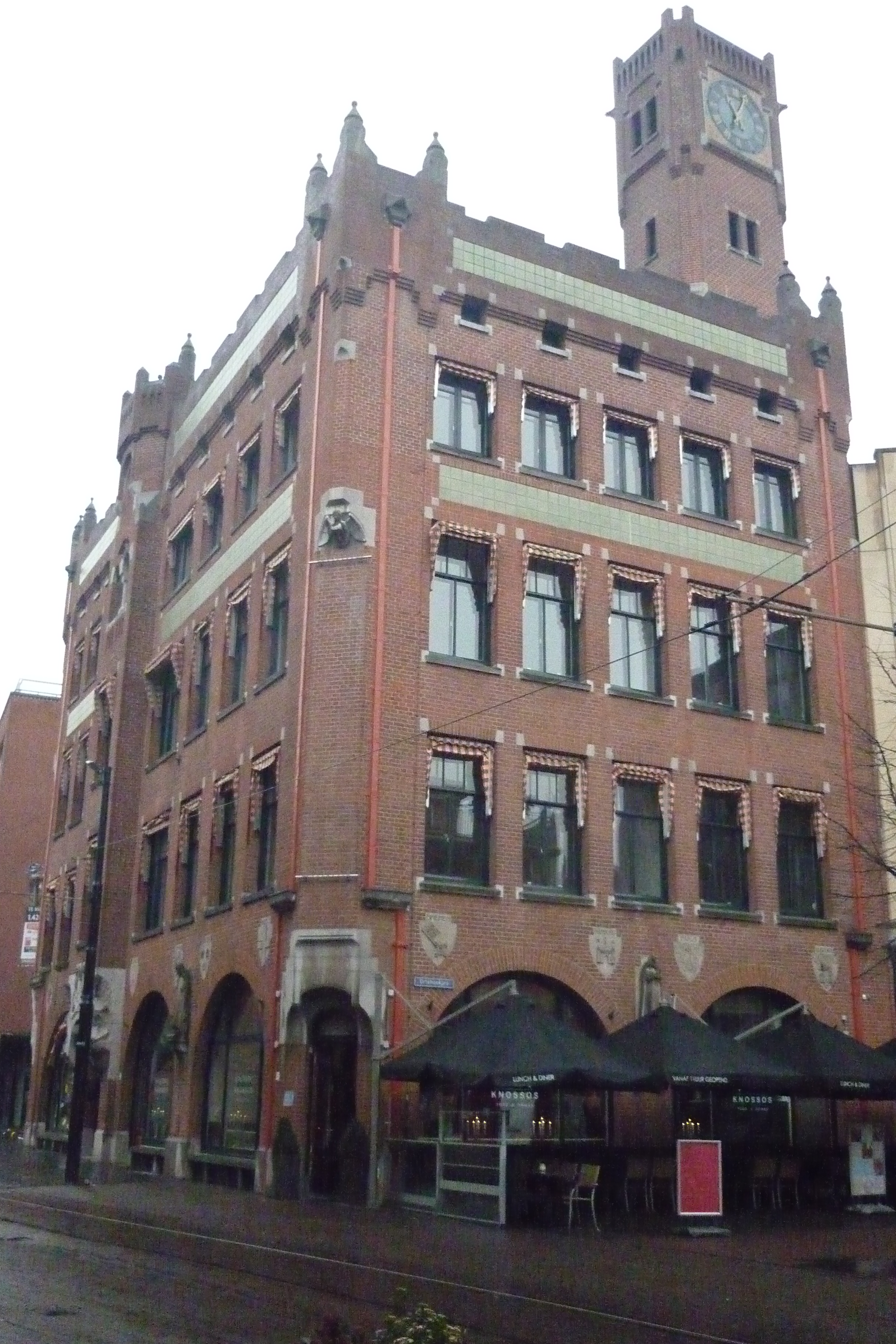
Kerkplein 1-3 Den Haag, gebouwd in Art Nouveaustijl door Hein Berlage (1895), in 1900-09 uitgebreid met een extra verdieping.

Het Levensverzekeringsbedrijf grotendeels gevestigd te Rotterdam, naast Rotterdam Centraal station, in het in 1991 gereedgekomen kantoorgebouw dat tot 2009 het hoogste was van Nederland: gebouw Delftse Poort. Hoewel gebouw Rotterdam een opvallende bijdrage was aan de herbouw van het Rotterdamse centrum is er kritiek omdat het pand op straatniveau niet zou bijdragen aan de stedelijke kwaliteit.
Het hoofdkantoor van NN Group, het Nederlandse verzekeringsonderdeel Nationale-Nederlanden en vermogensbeheerder NN Investment Partners zijn gevestigd in Den Haag: in gebouw Haagse Poort. In het verleden was het hoofdkantoor van de rechtsvoorganger van NN gevestigd in gebouw Kerkplein 1-3 in Den Haag. De firma heette toen nog De Nederlanden van 1845. Na de fusie met Delta Lloyd heeft NN kantoren in Rotterdam (Delftse Poort), Den Haag (Haagse Poort), Arnhem (Ooyevaarsnest) en Amsterdam (Tooropgebouw). Per 14 februari 2020 werd het kantoor in Ede, dat sinds 1973 in gebruik was, gesloten.

## Kritiek
In juni 2018 kwam er kritiek op NN Group vanuit milieuorganisaties vanwege beleggingen in teerzandolie. Milieuorganisaties stellen dat teerzandolie 30% tot 120% meer CO2 uitstoot dan conventionele oliewinning.

## Trivia
- In 1970 werd door de maatschappij ter gelegenheid van het honderdvijfentwintig jarig bestaan van de fusiepartner een gemoderniseerde versie van het 1845-spel uitgegeven, een bordspel gebaseerd op verzekeringen.
- NN was van 1988-2009 (hoofd)sponsor van het Nederlands voetbalelftal.